# Diatora lissonota
Diatora lissonota là một loài tò vò trong họ Ichneumonidae.